# Sanvenero

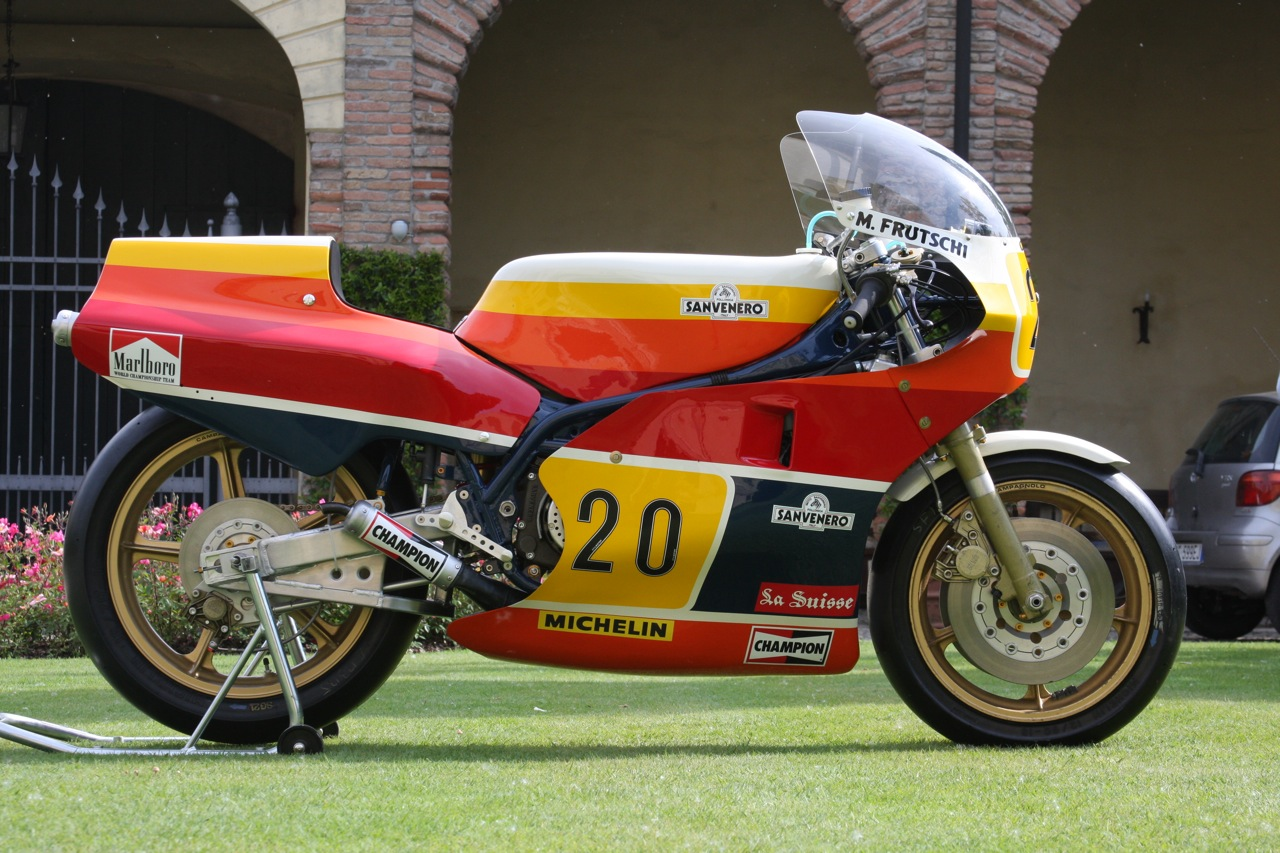
La Sanvenero 500 guidata da Frutschi nel 1982

La Sanvenero è stata una casa motociclistica italiana fondata da Emilio Sanvenero, imprenditore edile toscano già sponsor della MBA, attiva dal 1980 al 1982.

## Storia
La nascita della Sanvenero avvenne sul finire del 1980, con lo scopo di preparare due moto da competizione da schierare nella stagione successiva, nella classe 125 con una bicilindrica 2T e nella classe 500 con una quadricilindrica 2T, il cui propulsore era fortemente ispirato, nell'architettura e nella componentistica, alla Suzuki RG Γ 500 che dal 1976 al 1982 conquistò 7 titoli iridati.
L'esordio nel Motomondiale avvenne nella stagione 1981, con il francese Guy Bertin e lo spagnolo Ricardo Tormo per la classe 125 e con l'italiano Carlo Perugini per la classe 500. Se la partecipazione alla ottavo di litro la fu, tutto sommato, dignitosa (Bertin vincente a Monza e Tormo ad Anderstorp), la moto di cilindrata maggiore mostrò evidenti limiti di messa a punto, precludendo al pilota ogni punteggio di classifica.
Nel 1982 il reparto corse della MBA chiuse ed Emilio Sanvenero convinse tutto il personale della fabbrica di Sant'Angelo in Vado a trasferirsi presso il reparto corse Sanvenero di Montelabbate (l'impresa edile di Sanvenero aveva invece sede a Follonica), con ambiziosi progetti.
Per la stagione 1982 in 125 i piloti erano Pier Paolo Bianchi, Ricardo Tormo e Hugo Vignetti; nella 500 la 4 cilindri 2 tempi Sanvenero fu affidata allo svizzero Michel Frutschi e a Bertin. Anche nel 1982 la Casa toscana riuscì a vincere due gare, il GP del Belgio della 125 con Tormo e il GP di Francia della 500, sul circuito di Nogaro; in quest'ultimo caso, la gara era stata boicottata dalla maggior parte dei piloti per la pericolosità del tracciato.
I progetti erano forse troppo ambiziosi e, a fine stagione 1982, il reparto corse Sanvenero chiuse. Pier Paolo Bianchi riuscì ad ottenere alcune delle moto, con le quali disputò la stagione 1983 della ottavo di litro, ottenendo apprezzabili piazzamenti.